# Estación quemadora
Una estación quemadora también llamada estación de tostado o caja quemadora es un dispositivo compuesto por un PC, una grabadora de CD o de DVD y un conjunto de programas desarrollados específicamente que tiene por objeto realizar grabaciones de imágenes de disco en soportes de datos ópticos. Generalmente estos elementos conforman una especie de caja o consola donde se encuentra instalada la PC, el monitor y algún tipo de control (teclado, joystick, pantalla sensible al tacto) para ser utilizada a modo de autoservicio. 
Su uso es muy sencillo y es allí donde reside la clave de su éxito: se elige por medio del software alguno de los contenidos disponibles, se introduce el soporte óptico correspondiente en la grabadora y solo se espera a que el artefacto devuelva el disco ya grabado. 
El uso de estas máquinas, en general, es gratuito pero otras disponen de una máquina monedera a fin de recaudar fondos para contribuir a su mantenimiento.
El contenido disponible para ser copiado se publica y distribuye bajo licencias libres promoviendo de este modo, el derecho a una cultura libre.

## Características básicas
- Gabinete.
- Sistema de entrada de datos y control (Joystick, teclado, botones, pantalla táctil).
- Software (Sistema operativo y software de grabación).
- Imágenes de discos en diversos formatos.
- Monitor.
- Grabadora de CD o DVD.